# Andy Shuford
William Shuford, detto Andy (Helena, 16 dicembre 1917 – Monteagle, 19 maggio 1995), è stato un attore e militare statunitense, attivo come attore bambino dal 1927 al 1932 (tra i 9 e i 14 anni), noto soprattutto per i suoi ruoli nel cinema western.

## Biografia
William "Andy" Shuford nasce in Arkansas nel 1917. Come molti altri attori bambini della sua generazione comincia la sua esperienza attoriale nel gruppo delle Simpatiche canaglie, partecipando tra il 1927 e il 1929 a sette cortometraggi della serie. Provetto acrobata e cavallerizzo, dal 1930 viene impiegato nella produzione di film western, con ruoli sempre più importanti. In Rider of the Plains (1931), al fianco di Tom Tyler, rinnova quel modello di partner giovanile del protagonista ("saddle pal") che nel 1925-29 Frankie Darro aveva creato con lo stesso Tyler in ben 26 film della serie "Tom Tyler and His Pals". Shuford lo fa in maniera così convincente che negli otto film della serie Bill 'n Andy (1931-32) gli è riconosciuto il ruolo di coprotagonista al fianco del celebre cowboy e attore Bill Cody, nipote del leggendario Buffalo Bill. Shuford continua nel frattempo a ricoprire piccoli ruoli anche in altre produzioni cinematografiche del tempo, ritrovandovi Frankie Darro e alcuni dei compagni delle Simpatiche canaglie: Jackie Cooper, Donald Haines e Allen Hoskins.
Esauritasi la sua carriera di partner giovanile in film western, a 14 anni Shuford si ritira definitivamente dalla scene. Il suo modello sarà seguito da una lunga serie di attori bambini impegnati come "spalle" del protagonista nel cinema western, da Tommy Cook a Robert Blake, Don Reynolds e altri ancora.
Durante la seconda guerra mondiale Shuford serve nell'aviazione sul fronte europeo, compiendo 35 missioni in territorio nemico e guadagnandosi la Distinguiahed Flying Cross al merito. Al momento del congedo ha raggiunto il grado di colonnello.
Muore in Tennessee nel 1955, all'età di 77 anni.

## Riconoscimenti
- Young Hollywood Hall of Fame (1930's)

## Filmografia
- Simpatiche canaglie, serial cinematografico (1927-29)

1. Ten Years Old (1927)
2. Love My Dog (1927)
3. Tired Business Men (1927)
4. Chicken Feed (1927)
5. Barnum & Ringling Inc. (1928)
6. Noisy Noises (1929)
7. Boxing Gloves (1929)

- Linda, regia di Dorothy Davenport (1929) - non accreditato
- Il grande sentiero (The Big Trail), regia di Raoul Walsh (1930) - non accreditato
- The Great Meadow, regia di Charles Brabin (1931) - non accreditato
- The Easiest Way, regia di Jack Conway (1931) - non accreditato
- Rider of the Plains, regia di John P. McCarthy (1931)
- The Champ (1931), regia di King Vidor—non accreditato
- Bill 'n Andy, serial cinematografico (1931-32)

1. Dugan of the Badlands, regia di Robert N. Bradbury (1931)
2. The Montana Kid, regia di Harry L. Fraser (1931)
3. Oklahoma Jim, regia di Harry L. Fraser (1931)
4. Land of Wanted Men, regia di Harry L. Fraser (1931)
5. Ghost City, regia di Harry L. Fraser (1932)
6. Texas Pioneers, regia di Harry L. Fraser (1932)
7. Mason of the Mounted, regia di Harry L. Fraser (1932)
8. Law of the North, regia di Harry L. Fraser (1932)

- When a Fellow Needs a Friend, regia di Harry A. Pollard (1932)
- Mayor of Hell, regia di Archie Mayo (1933) -- non accreditato